# Vrhe, Zagorje ob Savi
Vrhe este o localitate din comuna Zagorje ob Savi, Slovenia, cu o populație de 20 de locuitori.